# I'll Cry Instead
I'll Cry Instead is een lied dat is geschreven door John Lennon, een van de vier leden van de Britse popgroep The Beatles. Zoals gebruikelijk bij nummers geschreven voor The Beatles door Lennon of Paul McCartney, staat het nummer op naam van beide muzikanten (Lennon-McCartney).
I'll Cry Instead was in eerste instantie door Lennon geschreven voor de openingsscène van hun eerste speelfilm, A Hard Day's Night uit 1964. Filmregisseur Dick Lester besloot het nummer echter niet te gebruiken en koos in de plaats van I'll Cry Instead voor Can't Buy Me Love.
De tekst van het nummer verwijst naar de onzekerheid en frustratie die Lennon in deze periode voelde. Lennon ervoer de adoratie van alle Beatlefans meer en meer als een belemmering. Bovendien was hij ontevreden over zijn huwelijk met zijn toenmalige echtgenote Cynthia en had hij diverse buitenechtelijke relaties. Onzekerheid is een regelmatig terugkerend thema in de teksten van Lennon, zoals I'm a Loser, Help! en You've Got to Hide Your Love Away. In de liedtekst lijkt zelfs sprake te zijn van enige vrouwenhaat, met zinsneden als "And when I do you'd better hide all the girls, I'm gonna break their hearts all 'round the world". Ook dit thema komt vaker terug in de teksten van Lennon, zoals in Norwegian Wood (This Bird Has Flown), Run for Your Life en Getting Better.
I'll Cry Instead werd door The Beatles opgenomen in de Abbey Road Studios in Londen op 1 juni 1964. Het lied werd in twee delen, genaamd 'sectie A' en 'sectie B', opgenomen. Van sectie A werden zes takes opgenomen, van sectie B twee. Deze secties werden op 4 juni tijdens het mixen van het nummer aan elkaar gevoegd.

## Credits
- John Lennon - zang, akoestische gitaar
- Paul McCartney - basgitaar
- George Harrison - gitaar
- Ringo Starr - drums, tamboerijn